# Лангелан
Лангелан (на датски: Langeland) е осмият по големина датски остров в Балтийско море. На него живеят над 13 хил. души (2009 г.). Площ 284 km².

## География
Остров Лангелан е разположен в южната част на страната. Дължината му от север на юг е 53 km, а максималната ширина до 11 km. На североизток и изток протока Стурабелт (Голям Белт) го отделя съответно от островите Шеланд и Лолан (протока между Лангелан и Лолан носи названието Лангелансбелт), а на запад безименен проток с ширина от 3,5 до 7,5 km – от островите Ерьо, Стрюньо, Тосинге, Турьо и Фюн. Бреговете му са предимно ниски, слабо разчленени. Изграден е главно от варовици и глини, препокрити с ледникови наслаги. Релефът е равнинен, на места пресечен с моренни хълмове с максимална височина 46 m (в най-южната част). В миналото островът е бил покрит с гъсти букови и дъбови гори, от които сега са се запазили отделни малки участъци. Отглеждат се зърнени култури, картофи и захарно цвекло и се развива интензивно животновъдство, риболов и оранжерийно зеленчукопроизводство. На запад чрез шосеен мост през малкия остров Тосинге се свързва с шосейната мрежа на остров Фюн и от там с общата шосейна мрежа на Дания. Най-големият град на острова е Рудкьобинг, разположен на западното му крайбрежие.